# Monts Dângrêk
Les monts Dângrêk  (en khmer : ជួរភ្នំដងរែក, Chuor Phnom Dângrêk et API : cuə pʰnum ɗɑːŋ.rɛːk  ; en thaï : ทิวเขาพนมดงรัก, RTGS : Thio Khao Phanom Dong Rak et API : /tʰiw kʰǎw pʰanom doŋ rák/ ; en lao : Sayphou Damlek) sont une chaîne de montagnes de l'Est de la Thaïlande, du Nord du Cambodge et du Sud de Laos qui forme une frontière physique entre les trois pays.

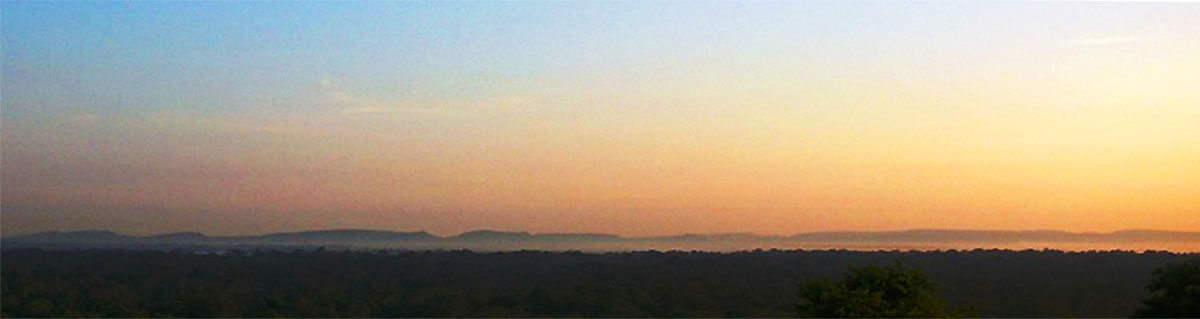
Silhouette des monts Dângrêk.

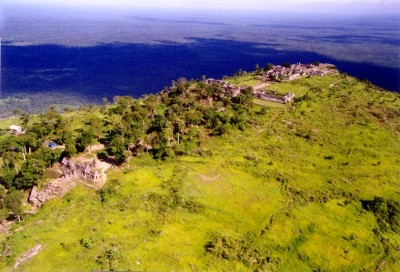
Le temple de Preah Vihear sur les monts Dângrêk.